# Südslawische Sprachen

Länder mit südslawischen Sprachen als Amtssprache

Die südslawischen Sprachen sind neben den ost- und westslawischen Sprachen einer der drei Zweige der slawischen Sprachen, die ihrerseits zur indogermanischen Sprachfamilie gehören. Sie werden von ca. 34 Millionen Sprechern in Mittel- und Südosteuropa gesprochen.

## Liste der südslawischen Sprachen
- Ostsüdslawisch

Südslawisches Dialektkontinuum mit Hauptdialektgruppen

- Altkirchenslawisch (älteste belegte Sprachstufe des Ostsüdslawischen; basierte wohl auf dem Dialekt der Slawen bei Thessaloníki; daraus entwickelte sich die kirchenslawische Schriftsprache)
- Bulgarisch

- Banater Bulgarisch
- Pomakisch
- Ägäis-Mazedonisch

- Mazedonisch

- Ägäis-Mazedonisch

- Westsüdslawisch

- Slowenisch
- Serbokroatisch

- Kroatisch

- Burgenlandkroatisch
- Molisekroatisch

- Bosnisch
- Serbisch
- Montenegrinisch

Ihrem heutigen soziolinguistischen Status nach sind Bulgarisch, Mazedonisch, Slowenisch und Serbokroatisch Standardsprachen, die über ein größeres Gebiet verbreitet sind und jeweils in mindestens einem Staat als Amtssprache verwendet werden. Burgenlandkroatisch und in geringerem Maße auch Banater Bulgarisch und Resianisch sind Mikroliteratursprachen, das Molisekroatische ist eine gesprochene Varietät ohne slawische Überdachung. Ähnliches gilt für die in Griechenland gesprochenen Varietäten des Ostsüdslawischen (in der Liste als Ägäis-Mazedonisch und Pomakisch aufgeführt), für die es Ansätze zu einer Überdachung durch das Bulgarische oder das Mazedonische einerseits und zur Bildung eigenständiger Mikroliteratursprachen andererseits gab und gibt, von denen sich jedoch keiner allgemein durchgesetzt hat.

## Historisch-genetische und arealtypologische Klassifikation
Die südslawischen Sprachen bilden ein Dialektkontinuum von den östlichen Alpen bis zur Westküste des Schwarzen Meeres, das vom Sprachgebiet der west- und ostslawischen Sprachen durch das Verbreitungsgebiet des Deutschen, Ungarischen und Rumänischen getrennt ist. Diese geographische Trennung geht auf die deutsche Ostkolonisation in Österreich, die Landnahme der Ungarn im Karpatenbecken und die Reetablierung des Rumänischen zwischen dem 9. und 11. Jahrhundert zurück. Vorher existierte ein zusammenhängendes gesamtslawisches Dialektkontinuum.
Ob diejenigen Varietäten im südlichen Teil des gesamtslawischen Dialektkontinuums, auf die die heutigen südslawischen Sprachen zurückgehen, schon vor dieser geographischen Trennung eine durch nur ihnen eigene gemeinsame sprachliche Merkmale von den übrigen unterschiedene Untereinheit des Slawischen bildeten, ist zumindest zweifelhaft. Einige der ältesten typisch südslawischen Merkmale finden sich nämlich auch im Mittelslowakischen, während sich andererseits in manchen slowenischen Dialekten alte Merkmale finden, die ansonsten typisch für das Westslawische sind. Die südslawischen Sprachen wären damit ursprünglich keine genetische Untergruppe des Slawischen, sondern eine zunächst rein geographische Teilzone des gesamtslawischen Dialektkontinuums, die von Anfang an von einigen Isoglossen durchzogen war, die sich außerhalb des Südslawischen fortsetzen.
Nach Kriterien der historischen Phonologie und Morphologie lassen sich die südslawischen Sprachen ihrerseits in eine westliche und eine östliche Gruppe aufteilen, die durch ein Isoglossenbündel voneinander getrennt werden, das ungefähr parallel zu den Grenzen zwischen Serbien und Bulgarien sowie Serbien und Nordmazedonien verläuft, die zugleich zum größten Teil die Grenzen der Geltungsbereiche der jeweiligen Standardsprachen sind, ohne dass die Isoglossen der einzelnen Merkmale jedoch miteinander oder mit den staatlichen oder standardsprachlichen Grenzlinien identisch wären. Die westliche Gruppe umfasst damit das Slowenische (mitsamt dem Resianischen) und das mittelsüdslawische Diasystem (Bosnisch, Kroatisch, Montenegrinisch, Serbisch, Burgenlandkroatisch und Moliseslawisch), die östliche Gruppe Bulgarisch, Mazedonisch, Banater Bulgarisch und die slawischen Varietäten Nordgriechenlands.
Etwas abweichend verlaufen die Isoglossen der typischen Merkmale des Balkansprachbundes, die vor allem den Bereich der Morphosyntax betreffen. Diese umfassen neben dem gesamten heutigen Ostsüdslawischen auch die torlakischen Dialekte des Serbischen. Die zum Balkansprachbund gehörenden Varietäten heben sich im Vergleich zu anderen slawischen Sprachen durch einen weitgehenden Verlust der Deklination ab und weisen weitere grammatikalische Gemeinsamkeiten mit dem Rumänischen, Albanischen und teilweise auch dem Neugriechischen auf, die sich im Zuge sprachlicher Konvergenz unter den Bedingungen verbreiteter Mehrsprachigkeit herausgebildet haben. Die Verbreitung der morphosyntaktischen Balkanismen ist jünger als die Herausbildung der älteren phonologischen Isoglossen zwischen dem Ostsüdslawischen und dem Westsüdslawischen. Das Altkirchenslawische, die älteste belegte Sprachstufe des Ostsüdslawischen, wies diese Merkmale noch nicht auf.

## Merkmale der südslawischen Sprachen
Kennzeichen der südslawischen Sprachen gegenüber den ost- und westslawischen sind:
- Urslawisch *or, *ol, *er, *el zwischen Konsonanten sind als ra, la, rě, lě vertreten (so genannte Liquidametathese);
 vgl. serbokroatisch mraz, bulgarisch mraz, altkirchenslawisch mrazъ < urslawisch *morzъ 'Frost'
 oder kroatisch und bosnisch mlijeko, serbisch mleko, bulgarisch mljako, altkirchenslawisch mlěko < urslawisch *melko 'Milch'.
- Urslawisch *tj und *dj sind mit sehr unterschiedlichen Ergebnissen vertreten;
 vgl. kroatisch und bosnisch svijeća, serbisch sveća, slowenisch sveča, bulgarisch svešt, altkirchenslawisch svěšta < urslawisch *světja 'Licht, Kerze'
 oder serbokroatisch međa, slowenisch meja, bulgarisch mežda, altkirchenslawisch mežda < urslawisch *medja 'Rain'.